# Aeroporto di Rabaul
L'aeroporto di Rabaul (IATA:RAB; ICAO:AYTK) è un piccolo aeroporto regionale posto nei pressi di Kokopo e di Rabaul in Papua Nuova Guinea.

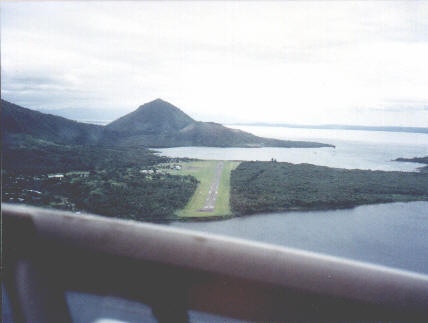
Veduta del vecchio aeroporto di Rabaul risalente al 1983.

Nel 1994 il vulcano situato nei pressi dell'aeroporto eruttò distruggendolo. L'infrastruttura venne poi ricostruita nel versante opposto. Il vecchio aeroporto era situato nelle coordinate:4°13′S 152°11′E
Anche nel 2006 si verificò un'eruzione dello stesso vulcano, la quale, però, provocò soltanto l'interruzione dei voli per una giornata.